# Caldas Novas
Pour les articles homonymes, voir Caldas (homonymie) et Novas.
Caldas Novas est une ville du sud de l'État de Goiás, au Brésil.

## Maires
| Période | Période | Identité     | Étiquette | Qualité |
| ------- | ------- | ------------ | --------- | ------- |
| 2009    | 2012    | Ney Viturino | PSC       |         |